# Generic Access Network
Generic Access Network (GAN) ist ein Standard für die Mobilkommunikation, der dem vom 3rd Generation Partnership Project entwickelten Verfahren Unlicensed Mobile Access (UMA) entspricht. UMA beziehungsweise GAN ermöglicht es, Mobilfunkübertragungen und deren Dienste wie Sprachverbindungen (Telefonate) oder SMS statt über die Funkschnittstelle eines Mobilfunknetzes über das zur Verfügung stehende Internet zu realisieren. Es werden Protokolle wie das darauf angepasste Session Initiation Protocol (SIP) verwendet. Aus praktischen Gründen werden an den Mobilgeräten meist WLAN-Netze genutzt. WLAN-Netze ohne Internetzugang können nicht dafür verwendet werden. Die Technik von GAN wird unter verschiedenen Produktbezeichnung wie Wi-Fi Calling, WLAN Call bzw. VoWiFi von Netzbetreibern angeboten.
Ein technisch ähnliches Verfahren mit IP-basierender Sprachübertragung stellt VoLTE dar. Bei VoLTE werden Sprachverbindungen über IP- und paketorientierte Mobilnetze wie LTE (4G) oder 5G geführt, ohne dass für Sprachverbindungen ein Rückfall auf ältere Mobilfunknetze wie 2G (GSM) oder 3G (UMTS) mit dezidierter Sprachübertragungsfunktion erfolgen muss.

## Geschichte
UMA ist nicht eine einfache VoIP-über-WLAN- bzw. Bluetooth-Verbindung, sondern der Standard erlaubt auch Handover und Roaming, also die Übernahme von laufenden Gesprächen zwischen Mobilnetz und WLAN. Unlicensed (unlizenziert) heißt in diesem Zusammenhang, dass weder Mobilfunkkunde noch Netzbetreiber zusätzliche Lizenzen für die Nutzung der Funkfrequenzen zahlen müssen, im Gegensatz zum klassischen Mobilfunk, bei dem die Netzbetreiber Lizenzen für die Mobilfunkfrequenzen haben müssen.
Ein Angebot der Deutschen Telekom, welches Anfang der 2000er Jahre bestand und das ebenfalls Telefonie über WiFi und Mobilfunk verband, jedoch nicht dem UMA-Standard entsprach und keine Features wie Handover oder EAP-Sim unterstützte und zudem nur mit einem einzelnen, exklusiv für die T-Com produzierten und relativ fehleranfälligen Handset zu nutzen war, wurde kurz nach der Markteinführung im Jahre 2006 wieder eingestellt.
Ein weiterer Vorteil des UMA-Standards ist die breite herstellerunabhängige Unterstützung durch verschiedene Gerätehersteller. Seit 2016 bieten VoWiFi deutsche Netzbetreiber an, Vodafone unter der heute international üblichen Bezeichnung WiFi Calling, die Deutsche Telekom sowie O2 als WLAN Call. Grundsätzlich gilt wie bei allen Kommunikationsstandards, dass neben der netzseitigen Unterstützung auch die mobilen Endgeräte wie Smartphones GAN unterstützen müssen und die Funktion in den jeweiligen Tarifen vertraglich angeboten werden. Je nach Gerät verschieden sind zusätzliche Ein- und Umstellungen auf den Mobiltelefonen zur Nutzung von VoWiFi notwendig. Sei den Jahren 2022/23 ist WLAN Call VoWiFi in praktisch allen Tarifen verfügbar und in Smartphones mit aktueller Firmware verfügbar.

## Kosten und Nutzen
WLAN Call bietet sich an, wenn man sich an Orten ohne nutzbares Mobilfunknetz aufhält, aber Zugang zu einem lokalen WLAN hat, beispielsweise weil für das zwar verfügbare Mobilnetz zu hohe Roamingkosten anfallen oder physisch kein Mobilfunknetz verfügbar ist. Werden Gespräche über das WLAN und Internet über den eigenen Mobilfunkanbieter durchgeführt, werden sie so abgerechnet, als würde sich der Nutzer im Heimatland seines Anbieters befinden.
Nutzer eines EWR-Handytarifs sollten beachten, dass Gespräche aus EWR-Ländern außer dem eigenen in ein EWR-Land wie Inlandsgespräche abgerechnet werden. Dies schließt auch entsprechende Flatrates ein. Ein Anruf aus dem Heimatland (also auch über WLAN Call) in ein anderes EWR-Land ist jedoch ein Auslandsgespräch und somit in aller Regel teurer. WLAN Call sollte somit im EWR-Ausland nur genutzt werden, wenn kein Mobilfunknetz zur Verfügung steht oder lediglich Gespräche ins Heimatland beabsichtigt werden.